# Anh Dương Vương
Anh Dương Vương (trị vì 590–618) là quốc vương thứ 26 của Cao Câu Ly. Ông là con trai cả của Bình Nguyên Vương. Ông được lịch sử biết đến nhiều vì đã đẩy lui một loạt cuộc tấn công xâm lược của nhà Tùy từ năm 598 đến 614, còn gọi là chiến tranh Cao Câu Ly-Tùy. Ông đã chống đỡ được bốn chiến dịch của quân Tùy do Tùy Văn Đế và Tùy Dạng Đế cử đến, bao gồm cả cuộc đại tấn công năm 612, khi có trên một triệu quân xâm chiếm lãnh thổ Cao Câu Ly.

## Tiểu sử
Tam quốc sử ký thuật lại rằng Anh Dương Vương là người có uy tín và là một nhân vật hào hiệp, và "thực hiện các quyết tâm của mình để làm giảm những đau khổ của thế giới và mang hòa bình đến cho người dân" (Tam quốc sử ký, "sử Cao Câu Ly", tập 19). Ông được phụ thân phong làm thái tử năm 566, và kế vị ngai vàng năm 590.
Anh Dương Vương lên ngôi trong bối cảnh gia tăng kình địch giữa Tam Quốc Triều Tiên là Cao Câu Ly, Bách Tế và Tân La, cũng như việc nhà Tùy thống nhất Trung Quốc và tăng thêm tham vọng. Ban đầu Anh Dương Vương có được mối quan hệ thân mật với Tùy, được Tùy Văn Đế sắc phong làm Cao Câu Ly Vương theo truyền thống chư hầu Trung Hoa. Đồng thời, Anh Dương Vương tăng cường mối quan hệ với các bộ lạc Khiết Đan và Mạt Hạt ở phía bắc, một hành động chuẩn bị cho cuộc chiến chống lại Trung Quốc do phụ thân ông khởi xướng.
Trong năm 590, Anh Dương Vương phái quân Cao Câu Ly tấn công vùng tây bắc của Tân La (đời vua Tân La Chân Hưng Vương). Đến năm 591 thì quân Cao Câu Ly mới bị quân Tân La đánh đuổi về.
Tuy nhiên, năm 598, Tùy Văn Đế đã nổi giận khi quân Cao Câu Ly xâm nhập bán đảo Liêu Đông, một vùng mà Tùy tuyên bố chủ quyền. Coi đây là một sự sỉ nhục lớn, cộng thêm tham vọng địa chính trị muốn tái lập quyền bá chủ đối với những khu vực nhà Hán cai quản trước đây, Tùy Văn Đế đã cho 300.000 quân xâm lược Cao Câu Ly vào năm 598. Vua Bách Tế Uy Đức vương của Bách Tế đã cử sứ thần trợ giúp quân Tùy trong cuộc viễn chinh của nước này chống Cao Câu Ly. Cuộc xâm lược của Tùy năm 598 đã bị chặn đứng do bệnh tật và thời tiết (một cơn bão khủng khiếp đã tàn phá đội tàu xâm lược). Anh Dương Vương đã phát động một cuộc tấn công trừng phạt biên giới phía bắc Bách Tế (đời vua Bách Tế Uy Đức vương) khi biết được sự việc này.
Năm 599, nhân lúc vua Bách Tế Huệ Vương của Bách Tế vừa lên ngôi không lâu và vừa bị Tân La đánh bại, Anh Dương Vương tổ chức nhiều cuộc xâm nhập vào Bách Tế. Vị thế thương mại dọc theo Hoàng Hải của Bách Tế nay chịu sự chi phối của Cao Câu Ly từ năm 599, tiền đồn giao thương tại Trung Hoa mất về tay nhà Tùy (đời vua Tùy Văn Đế).
Năm 603, Anh Dương Vương phái quân Cao Câu Ly tấn công vùng tây bắc của Tân La (đời vua Tân La Chân Hưng Vương). Đến năm 604, quân Tân La mới đánh lui được quân Cao Câu Ly.
Năm 607 Tùy Dạng Đế phát hiện ra Cao Câu Ly tiếp xúc với Khải Dân Khả Hãn (?-609), hãn của Đông Đột Quyết, một nước chư hầu khác của Tùy. Điều này đã thuyết phục Dạng Đế khởi động một chiến dịch tấn công Cao Câu Ly.
Năm 608, Anh Dương Vương phái quân Cao Câu Ly đánh chiếm nhiều thành ở vùng đông bắc của Tân La (đời vua Tân La Chân Hưng Vương). Đến năm 609, nhiều thành trì phía bắc của Tân La đã bị quân Cao Câu Ly đánh chiếm. Lãnh thổ Tân La lúc này đã bị giảm đi 2/3 so với lúc vua Tân La Chân Hưng Vương mới lên ngôi. Năm 611, quân Cao Câu Ly đánh chiếm phần phía tây của thung lũng sông Hán từ Tân La (đời vua Tân La Chân Bình Vương), uy hiếp lãnh thổ Bách Tế của vua Bách Tế Vũ vương.
Trước sự kêu gọi giúp đỡ từ vua Bách Tế Vũ vương của Bách Tế, Tùy Dạng Đế đã huy động 1.133.800 quân tấn công Cao Câu Ly bằng đường bộ và đường biển vào năm 612. Một lần nữa đội quân này lại bị Cao Câu Ly đánh bại, nổi bật nhất là Trận Tát Thủy do tướng Ất Chi Văn Đức (Eulji Mundeok) lãnh đạo quân Cao Câu Ly.
Năm 613, và tiếp đến là năm 614, Tùy Dạng Đế lại tiếp tục cho mở các chiến dịch chống Cao Câu Ly song đều không thành công.
Cùng năm 614, nhân lúc Cao Câu Ly của vua Anh Dương Vương vừa phải trải qua ba cuộc kháng chiến chống quân đội nhà Tùy (đời vua Tùy Dạng Đế) xâm lược và còn đang mệt mỏi, vua Tân La Chân Bình Vương phái quân Tân La bắc tiến chiếm nhiều thành của Cao Câu Ly và chiếm lại phần phía tây của thung lũng sông Hán từ Cao Câu Ly.
Trong khi Anh Dương Vương đã không hề xuất hiện tại triều đình Tùy để chịu khuất phục trước một cuộc tấn công khác đã được lên kế hoạch, thì bù lại chỉ là những rối loạn trong nước và sự sụp đổ sau đó của Tùy năm 618. Cùng năm đó Anh Dương Vương mất, kế vị ông là người đệ khác mẹ Cao Kiến Vũ.
Trong khi đó, Cao Câu Ly đã tấn công hai vương quốc ở phía nam là Bách Tế và Tân La trong một nỗ lực bất thành nhằm tái chiếm khu vực Seoul ngày nay. Tân La phải hứng chịu cuộc tấn công của cả Cao Câu Ly và cả cựu đồng minh Bách Tế, đã tìm đến nhà Tùy. Tân La về sau liên minh với triều đại kế thừa của nhà Tùy là nhà Đường, và thống nhất phần lớn bán đảo năm 668.
Anh Dương Vương đã ra lệnh soạn thảo một tư liệu sử mới gọi là Tân tập (신집, 新集, Sinjip), tuy nhiên nay đã thất truyền.